# Bundestagswahlkreis Chemnitzer Umland – Erzgebirgskreis II
Der Bundestagswahlkreis Chemnitzer Umland – Erzgebirgskreis II (Wahlkreis 162; bis zur Bundestagswahl 2021 Wahlkreis 163) ist ein Bundestagswahlkreis in Sachsen, der zur Bundestagswahl 2009 neu eingerichtet wurde. Er umfasst im Erzgebirgskreis das Gebiet des ehemaligen Landkreises Stollberg, das heißt die Städte Lugau, Oelsnitz/Erzgeb., Stollberg/Erzgeb., Thalheim/Erzgeb., Zwönitz, die Gemeinden Auerbach, Burkhardtsdorf, Erlbach-Kirchberg, Gornsdorf, Hohndorf, Hormersdorf, Jahnsdorf/Erzgeb., Neukirchen/Erzgeb., Niederdorf, Niederwürschnitz sowie die in den Verwaltungsgemeinschaften Burkhardtsdorf, Lugau, Stollberg/Erzgeb. und Zwönitz zusammengeschlossenen Gemeinden. Im Landkreis Zwickau zählen die Gemeinden Callenberg, Gersdorf, Hohenstein-Ernstthal, Oberlungwitz sowie die in den Verwaltungsgemeinschaften Limbach-Oberfrohna und Rund um den Auersberg gelegenen Gemeinden dazu, im Landkreis Mittelsachsen die Städte Geringswalde, Lunzenau, Penig, die Gemeinden Claußnitz, Erlau, Hartmannsdorf, Königshain-Wiederau, Lichtenau und Wechselburg sowie die in den Verwaltungsgemeinschaften Burgstädt und Rochlitz zusammengeschlossenen Gemeinden.

## Bundestagswahl 2025
Der Wahlkreissieger von 2021, AfD-MdB Mike Moncsek, wurde im September 2024 in den Sächsischen Landtag gewählt, während Maximilian Krah, seit Sommer 2024 MdEP, in den Bundestag wechseln will. Er wurde im Dezember 2024 in Rochlitz zum AfD-Direktkandidaten für die Bundestagswahl 2025 gewählt. Die CDU hat Sophie Pojar nominiert, da Marco Wanderwitz, der seit 2002 im Bundestag sitzt, nicht mehr antritt. Mit Carlos Kasper (SPD) und Bernhard Herrmann (Grüne) treten zwei erstmals 2021 gewählte Bundestagsabgeordnete erneut an.
| Kandidaten                       | Kandidaten                   | Parteien/Listen       | Erststimmen | Erststimmen | Zweitstimmen | Zweitstimmen |
| Kandidaten                       | Kandidaten                   | Parteien/Listen       | Stimmen     | %           | Stimmen      | %            |
| -------------------------------- | ---------------------------- | --------------------- | ----------- | ----------- | ------------ | ------------ |
|                                  | Carlos Kasper                | SPD                   | 16.139      | 11,7        | 11.899       | 8,5          |
|                                  | Sophie Pojar                 | CDU                   | 38.304      | 27,7        | 29.538       | 21,2         |
|                                  | Bernhard Herrmann            | Bündnis 90/Die Grünen | 3.828       | 2,8         | 4.523        | 3,2          |
|                                  | Billy Bauer                  | FDP                   | 4.655       | 3,4         | 4.416        | 3,2          |
|                                  | Maximilian Krahgewählt im WK | AfD                   | 61.027      | 44,2        | 57.239       | 41,1         |
|                                  | Frederic Beck                | Die Linke             | 14.229      | 10,3        | 10.864       | 7,8          |
|                                  | –                            | Freie Wähler          | –           | –           | 2.813        | 2,0          |
|                                  | –                            | Tierschutzpartei      | –           | –           | 1.606        | 1,2          |
|                                  | –                            | Die PARTEI            | –           | –           | 581          | 0,4          |
|                                  | –                            | Piraten               | –           | –           | 179          | 0,1          |
|                                  | –                            | Volt                  | –           | –           | 450          | 0,3          |
|                                  | –                            | PdH                   | –           | –           | 126          | 0,1          |
|                                  | –                            | MLPD                  | –           | –           | 32           | 0,0          |
|                                  | –                            | Bündnis Deutschland   | –           | –           | 392          | 0,3          |
|                                  | –                            | BSW                   | –           | –           | 14.547       | 10,5         |
| Gesamt                           | Gesamt                       | Gesamt                | 138.182     | 100         | 139.205      | 100          |
|                                  |                              |                       |             |             |              |              |
| Ungültige Stimmen                | Ungültige Stimmen            | Ungültige Stimmen     | 1.873       | 1,3         | 850          | 0,6          |
| Wähler                           | Wähler                       | Wähler                | 140.055     | 81,4        | 140.055      | 81,4         |
| Wahlberechtigte                  | Wahlberechtigte              | Wahlberechtigte       | 172.020     |             | 172.020      |              |
|                                  |                              |                       |             |             |              |              |
| Quellen: Die Bundeswahlleiterin, |                              |                       |             |             |              |              |

## Geschichte
Mit der Kreisreform von 2008 wurden auch die Wahlkreise in Sachsen grundsätzlich neu gestaltet. Das Gebiet des ehemaligen Landkreises Stollberg und die im Landkreis Zwickau gelegenen Gebiete des ehemaligen Landkreis Chemnitzer Land gehörten bis zur Bundestagswahl 2005 zum Bundestagswahlkreis Chemnitzer Land – Stollberg. Die im Landkreis Mittelsachsen gelegenen Gemeinden waren Teil des Bundestagswahlkreis Döbeln – Mittweida – Meißen II. Zur Bundestagswahl 2013 wurde die Nummer des Wahlkreises von 164 in 163 geändert und zur Bundestagswahl 2025 in 162.

## Wahlkreisabgeordnete
| Wahl | Abgeordneter | Abgeordneter     | Partei | Stimmen in % |
| ---- | ------------ | ---------------- | ------ | ------------ |
| 2009 |              | Marco Wanderwitz | CDU    | 41,2         |
| 2013 | 49,6         | Marco Wanderwitz | CDU    |              |
| 2017 | 35,1         | Marco Wanderwitz | CDU    |              |
| 2021 |              | Mike Moncsek     | AfD    | 28,9         |
| 2025 |              | Maximilian Krah  | AfD    | 44,2         |

## Historische Wahlergebnisse

### Bundestagswahl 2021
Mike Moncsek gewann laut vorläufigem Ergebnis das Direktmandat für die AfD. Über die Landesliste ihrer Parteien erreichten weiterhin Marco Wanderwitz (CDU), Carlos Kasper (SPD) und Bernhard Herrmann (GRÜNE) einen Sitz im 20. Deutschen Bundestag.
| Kandidaten                       | Kandidaten                | Parteien/Listen      | Erststimmen | Erststimmen | Zweitstimmen | Zweitstimmen |
| Kandidaten                       | Kandidaten                | Parteien/Listen      | Stimmen     | %           | Stimmen      | %            |
| -------------------------------- | ------------------------- | -------------------- | ----------- | ----------- | ------------ | ------------ |
|                                  | Mike Moncsekgewählt im WK | AfD                  | 39.264      | 28,9        | 37.181       | 27,3         |
|                                  | Marco Wanderwitz          | CDU                  | 32.111      | 23,7        | 24.662       | 18,1         |
|                                  | Sebastian Bernhardt       | DIE LINKE            | 11.330      | 8,3         | 11.166       | 8,2          |
|                                  | Carlos Kasper             | SPD                  | 23.181      | 17,1        | 27.518       | 20,2         |
|                                  | Monique Woiton            | FDP                  | 11.872      | 8,7         | 15.117       | 11,1         |
|                                  | Bernhard Herrmann         | GRÜNE                | 5.617       | 4,1         | 6.138        | 4,5          |
|                                  | –                         | Tierschutzpartei     | –           | –           | 2.527        | 1,9          |
|                                  | André Hofmann             | Die PARTEI           | 2.724       | 2,0         | 1.664        | 1,2          |
|                                  | –                         | NPD                  | –           | –           | 542          | 0,4          |
|                                  | Moritz Schüller           | FREIE WÄHLER         | 6.642       | 4,9         | 4.477        | 3,3          |
|                                  | –                         | PIRATEN              | –           | –           | 362          | 0,3          |
|                                  | Sebastian Högen           | ÖDP                  | 805         | 0,6         | 381          | 0,3          |
|                                  | –                         | V-Partei³            | –           | –           | 139          | 0,1          |
|                                  | –                         | MLPD                 | –           | –           | 52           | 0,0          |
|                                  | Jürgen Dreher             | dieBasis             | 2.213       | 1,6         | 1.816        | 1,3          |
|                                  | –                         | Bündnis C            | –           | –           | 708          | 0,5          |
|                                  | –                         | III. Weg             | –           | –           | 266          | 0,2          |
|                                  | –                         | DKP                  | –           | –           | 88           | 0,1          |
|                                  | –                         | Die Humanisten       | –           | –           | 171          | 0,1          |
|                                  | –                         | Gesundheitsforschung | –           | –           | 581          | 0,4          |
|                                  | –                         | Team Todenhöfer      | –           | –           | 266          | 0,2          |
|                                  | –                         | Volt                 | –           | –           | 160          | 0,1          |
| Gesamt                           | Gesamt                    | Gesamt               | 135.759     | 100         | 135.982      | 100          |
|                                  |                           |                      |             |             |              |              |
| Ungültige Stimmen                | Ungültige Stimmen         | Ungültige Stimmen    | 1.664       | 1,2         | 1.441        | 1,0          |
| Wähler                           | Wähler                    | Wähler               | 137.423     | 77,5        | 137.423      | 77,5         |
| Wahlberechtigte                  | Wahlberechtigte           | Wahlberechtigte      | 177.211     |             | 177.211      |              |
|                                  |                           |                      |             |             |              |              |
| Quellen: Die Bundeswahlleiterin, |                           |                      |             |             |              |              |

### Bundestagswahl 2017
Marco Wanderwitz gewann das Direktmandat für die CDU. Der AfD-Kandidat Ulrich Oehme erlangte über die Landesliste ein Bundestagsmandat.
| Kandidaten                       | Kandidaten                    | Parteien/Listen   | Erststimmen | Erststimmen | Zweitstimmen | Zweitstimmen |
| Kandidaten                       | Kandidaten                    | Parteien/Listen   | Stimmen     | %           | Stimmen      | %            |
| -------------------------------- | ----------------------------- | ----------------- | ----------- | ----------- | ------------ | ------------ |
|                                  | Marco Wanderwitzgewählt im WK | CDU               | 48.012      | 35,1        | 41.947       | 30,6         |
|                                  | Jörn Wunderlich               | DIE LINKE         | 23.174      | 17,0        | 20.972       | 15,3         |
|                                  | Ronny Kienert                 | SPD               | 14.142      | 10,3        | 14.524       | 10,6         |
|                                  | Ulrich Oehme                  | AfD               | 36.388      | 26,6        | 36.746       | 26,8         |
|                                  | André Oehler                  | GRÜNE             | 4.609       | 3,4         | 3.850        | 2,8          |
|                                  | –                             | NPD               | –           | –           | 1.686        | 1,2          |
|                                  | Kristian Reinhold             | FDP               | 10.345      | 7,6         | 10.542       | 7,7          |
|                                  | –                             | Piraten           | –           | –           | 513          | 0,4          |
|                                  | –                             | Freie Wähler      | –           | –           | 1.838        | 1,3          |
|                                  | –                             | BüSo              | –           | –           | 86           | 0,1          |
|                                  | –                             | MLPD              | –           | –           | 103          | 0,1          |
|                                  | –                             | BGE               | –           | –           | 349          | 0,3          |
|                                  | –                             | DiB               | –           | –           | 265          | 0,2          |
|                                  | –                             | ÖDP               | –           | –           | 289          | 0,2          |
|                                  | –                             | Die PARTEI        | –           | –           | 1.471        | 1,1          |
|                                  | –                             | Tierschutzpartei  | –           | –           | 1.830        | 1,3          |
|                                  | –                             | V-Partei³         | –           | –           | 172          | 0,1          |
| Gesamt                           | Gesamt                        | Gesamt            | 136.670     | 100         | 137.183      | 100          |
|                                  |                               |                   |             |             |              |              |
| Ungültige Stimmen                | Ungültige Stimmen             | Ungültige Stimmen | 2.221       | 1,6         | 1.708        | 1,2          |
| Wähler                           | Wähler                        | Wähler            | 138.891     | 75,7        | 138.891      | 75,7         |
| Wahlberechtigte                  | Wahlberechtigte               | Wahlberechtigte   | 183.483     |             | 183.483      |              |
|                                  |                               |                   |             |             |              |              |
| Quellen: Die Bundeswahlleiterin, |                               |                   |             |             |              |              |

### Bundestagswahl 2013
| Kandidaten                       | Kandidaten                    | Parteien/Listen   | Erststimmen | Erststimmen | Zweitstimmen | Zweitstimmen |
| Kandidaten                       | Kandidaten                    | Parteien/Listen   | Stimmen     | %           | Stimmen      | %            |
| -------------------------------- | ----------------------------- | ----------------- | ----------- | ----------- | ------------ | ------------ |
|                                  | Marco Wanderwitzgewählt im WK | CDU               | 65.157      | 49,6        | 59.939       | 45,3         |
|                                  | Jörn Wunderlich               | DIE LINKE         | 28.783      | 21,9        | 26.434       | 20,0         |
|                                  | Simone Violka                 | SPD               | 20.517      | 15,6        | 19.178       | 14,5         |
|                                  | Manfred Stefan Frünke         | FDP               | 3.006       | 2,3         | 3.594        | 2,7          |
|                                  | Dan Fehlberg                  | GRÜNE             | 4.874       | 3,7         | 4.282        | 3,2          |
|                                  | Gitta Schüßler                | NPD               | 6.205       | 4,7         | 4.307        | 3,3          |
|                                  | –                             | BüSo              | –           | –           | 158          | 0,1          |
|                                  | –                             | MLPD              | –           | –           | 121          | 0,1          |
|                                  | –                             | AfD               | –           | –           | 9.636        | 7,3          |
|                                  | –                             | pro Deutschland   | –           | –           | 504          | 0,4          |
|                                  | –                             | FREIE WÄHLER      | –           | –           | 1.760        | 1,3          |
|                                  | Christian Peters              | PIRATEN           | 2.903       | 2,2         | 2.522        | 1,9          |
| Gesamt                           | Gesamt                        | Gesamt            | 131.445     | 100         | 132.435      | 100          |
|                                  |                               |                   |             |             |              |              |
| Ungültige Stimmen                | Ungültige Stimmen             | Ungültige Stimmen | 3.115       | 2,3         | 2.125        | 1,6          |
| Wähler                           | Wähler                        | Wähler            | 134.560     | 70,2        | 134.560      | 70,2         |
| Wahlberechtigte                  | Wahlberechtigte               | Wahlberechtigte   | 191.550     |             | 191.550      |              |
|                                  |                               |                   |             |             |              |              |
| Quellen: Die Bundeswahlleiterin, |                               |                   |             |             |              |              |

### Bundestagswahl 2009
| Kandidaten                       | Kandidaten                    | Parteien/Listen   | Erststimmen | Erststimmen | Zweitstimmen | Zweitstimmen |
| Kandidaten                       | Kandidaten                    | Parteien/Listen   | Stimmen     | %           | Stimmen      | %            |
| -------------------------------- | ----------------------------- | ----------------- | ----------- | ----------- | ------------ | ------------ |
|                                  | Marco Wanderwitzgewählt im WK | CDU               | 54.065      | 41,2        | 49.258       | 37,5         |
|                                  | Simone Violka                 | SPD               | 19.247      | 14,7        | 19.114       | 14,6         |
|                                  | Jörn Wunderlich               | DIE LINKE         | 33.133      | 25,3        | 33.488       | 25,5         |
|                                  | Konrad Felber                 | FDP               | 14.092      | 10,7        | 16.968       | 12,9         |
|                                  | Stefan Boxler                 | GRÜNE             | 5.360       | 4,1         | 5.946        | 4,5          |
|                                  | Frank Rohleder                | NPD               | 5.229       | 4,0         | 4.975        | 3,8          |
|                                  | –                             | BüSo              | –           | –           | 829          | 0,6          |
|                                  | –                             | REP               | –           | –           | 463          | 0,4          |
|                                  | –                             | MLPD              | –           | –           | 281          | 0,2          |
| Gesamt                           | Gesamt                        | Gesamt            | 131.126     | 100         | 131.322      | 100          |
|                                  |                               |                   |             |             |              |              |
| Ungültige Stimmen                | Ungültige Stimmen             | Ungültige Stimmen | 2.151       | 1,6         | 1.955        | 1,5          |
| Wähler                           | Wähler                        | Wähler            | 133.277     | 65,7        | 133.277      | 65,7         |
| Wahlberechtigte                  | Wahlberechtigte               | Wahlberechtigte   | 202.743     |             | 202.743      |              |
|                                  |                               |                   |             |             |              |              |
| Quellen: Die Bundeswahlleiterin, |                               |                   |             |             |              |              |